# Тимотеј I Цариградски
Тимотеј I Литровул је био цариградски патријарх у 511. до 518. године.

## Биографија
Пре избора за патријарха, Тимотеј је био свештеник у Саборној цркви Свете Софије и обављао је дужност чувара светих сасуда.
Тимотеј је, док је био на месту патријарха показивао симпатије према монофизитима, али се сам држао православља и уредби Халкидонског сабора.
Године 512, Тимотеј је наредио певање Трисвето у цркви Аја Софије уз додатак „онај који је за нас био распет“. Због тога је настала велика побуна, која је умало довела до свргавања цара Анастасија.